# Lago del Oso
El lago Bear (en inglés: Bear Lake, literalmente, «lago del Oso») es un lago natural de agua dulce ubicado en la frontera entre los estados de Utah e Idaho en el oeste estadounidense. Con 282 km², es el segundo lago natural más grande de agua dulce de Utah, y se le ha llamado el «Caribe de las Rocosas» (Caribbean of the Rockies), por su singular color azul turquesa, resultado de los depósitos de caliza en suspensión en el agua. Esas propiedades del agua han llevado a la evolución de varias especies únicas que viven, naturalmente sólo aquí, en el lago. El lago Bear tiene más de 250 000 años. Se ha formado por una falla de subsidencia, que continúa hoy en día, profundizando lentamente el lago a lo largo de la parte oriental.
Donald Mackenzie, un explorador de la Compañía del Noroeste, descubrió el lago en 1819 y lo bautizó como Black Bear Lake [lago del Oso Negro], nombre que cambió posteriormente al del actual lago Bear. El lago es un destino popular para turistas y deportistas y el valle que lo rodea se ha ganado una buena reputación por sus frambuesas de alta calidad.
De acuerdo a la leyenda, el lago Bear tiene un monstruo: el llamado monstruo del lago NES. A pesar de que la historia fue originada por Joseph C. Rich, quien luego admitió que fue inventada, la gente sigue informando de avistamientos del monstruo del lago nes hoy en día.

## Historia
Los primeros habitantes conocidos del valle del lago Bear son tribus shoshone, pero la zona era conocida por muchas otras tribus nativas americanas. El primer registro de blancos que vieron el lago es a partir de 1818, cuando tramperos francocanadienses al servicio de la Compañía del Noroeste siguieron el río Bear aguas arriba hasta el valle. Más tarde, entre 1825 y 1840, otros muchos hombres de montaña, incluidos Jedediah Smith y Jim Bridger, se reunieron en la costa sur con los indígenas americanos para intercambiar pieles, bienes y relatos. Este es el origen de los rendezvous de las Montañas Rocosas, encuentros que continúan hoy día a mediados de septiembre en Rendezvous Beach. Esos tramperos que recorrieron las riberas y arroyos de la región son los que le dieron al lago Bear recibió su bien merecida fama de duros inviernos.
A pesar de que el lago se encuentra relativamente cerca de la ruta del Oregon Trail, que discurre al norte y al este del lago, y que muchos pioneros viajaron por él entre 1836 y 1850, parece que ninguno de ellos fue lo suficiente al sur para asentarse en el lago. En 1863, pioneros mormones liderados por Charles C. Rich se establecieron en el valle del lago Bear mediante un acuerdo con los nativos, que dejó la mayoría del valle en el actual Utah de posesión india. Los mormones gradualmente se desplazaron hacia el sur y establecieron las localidades de Garden City, Pickleville y Laketown, siguiendo a lo largo de la orilla del lago.
En años posteriores, la zona del lago se convirtió en un área de recreo, tradición que ha crecido con los años con muchos desarrollos en el lago y con vistas a las montañas. Las playas de Lakota e Ideal fueron promocionadas por particulares en el decenio de 1970, incluidos los desarrollos de Blue Water y Sweetwater. El estado de Utah compró el extremo sureste de la playa para su uso como parque estatal, y también opera un puerto deportivo en el lado oeste del lago.
Con el desarrollo continuo de la zona han surgido preocupaciones ambientales. El lago está represado en Idaho, en la vertiente de Idaho y los usuarios aguas río abajo en el río Bear lo utilizan como un embalse.

## Información general
Formado en un valle medioa half graben valley straddling la frontera entre los estados de Idaho-Utah, el lago tiene un área aproximada de 282 km² y está a una altitud de 1806 m. En el lado nororiental discurre la cordillera Wasatch y en el oriental las montañas Bear River (Bear River Mountains).
El lago y sus alrededores son un popular destino turístico de verano. El lago tiene muchos puertos deportivos, playas, y dos ciudades turísticas en Utah conocida como Ciudad Jardín y Laketown. También cuenta con dos parques estatales, cada uno de ellos llamado Parque Estatal de Bear Lake: uno en Idaho, y otro en Utah.
El lago Bear tiene una alta tasa de endemismos (especies que viven naturalmente en un único lugar). Varias especies evolucionaron en las aguas del lago, pero después del desvío del río Bear en el lago, muchos de éstas se han extinguido. El resto de las especies endémicas conocidas de peces incluyen el cisco Bonneville, blanco Bonneville , blanco del Lago Bear y esculpin del Lago Bear (Cottus extensus). A pesar de que otras especies se han introducido en el lago, pocas pueden reproducirse con éxito, por lo que el lago no ha estado tan afectado por especies invasoras como otros lagos.
El agua del lago se utiliza para el riego en el cercano Valle Bear, en el sureste de Idaho, y para la pesca recreativa. El lago drena a través del Canal emisario del lago Bear (Bear Lake Outlet Canal), completado en 1915 hacia el río Bear, que finalmente desemboca en la parte noreste del Gran Lago Salado.
El clima en el valle es cálido y seco durante el verano, con la caída de las primeras nieve en el otoño. La niebla y la nieve son comunes durante el invierno. El lago está helado durante la mayor parte de la mayoría de inviernos y primaveras en años fríos.
Muchos habitantes del norte de Utah, del sur de Idaho y del oeste de Wyoming pasan las vacaciones de verano en el lago Bear, debido a su proximidad y la abundancia de actividades recreativas.